# Evippa kazachstanica
Evippa kazachstanica là một loài nhện trong họ Lycosidae.
Loài này thuộc chi Evippa. Evippa kazachstanica được A. V. Ponomarev miêu tả năm 2007.